# Papstdorf
Papstdorf ist ein Ortsteil der Gemeinde Gohrisch im Landkreis Sächsische Schweiz-Osterzgebirge.

## Geographie
Papstdorf liegt südöstlich der sächsischen Landeshauptstadt Dresden in der Sächsischen Schweiz und im Elbsandsteingebirge. Es befindet sich im Osten des Landkreises Sächsische Schweiz-Osterzgebirge im Landschaftsschutzgebiet Sächsische Schweiz. Das Waldhufendorf liegt etwa im Zentrum der Gemeinde Gohrisch. Die Ortslage befindet sich auf der Papstdorfer Ebenheit in der Talmulde des Liethenbachs, der in Krippen von links in den Krippenbach mündet. Am westlichen Dorfrand von Papstdorf ragt der Papststein empor, ein Tafelberg. Östlich des Ortes befinden sich die Laasensteine.
Die Papstdorfer Waldhufenflur, die zum Großteil landwirtschaftlich genutzt wird, umfasste 513 Hektar. Die Gemarkung vergrößerte sich aber auf mehr als das Anderthalbfache, als ihr einige bewaldete Flächen in der Umgebung zugeschlagen wurden. Sie reicht heute vom Plateau des Gohrischs im Westen bis zum Krippenbach im Osten. Am Gohrisch grenzt die Gemarkung des nordwestlichen Nachbarorts Kurort Gohrisch an, im Liethengrund an der Liethenmühle das nordöstlich benachbarte Kleinhennersdorf, ebenfalls ein Ortsteil von Gohrisch. Südwestlich benachbart ist der Gohrischer Ortsteil Cunnersdorf. Im Südosten grenzt der Reinhardtsdorf-Schönaer Ortsteil Kleingießhübel an, im Osten am Krippenbach außerdem Reinhardtsdorf. Im äußersten Nordosten trifft die Papstdorfer Flur auf den Bad Schandauer Ortsteil Krippen, im äußersten Westen auf den Königsteiner Ortsteil Pfaffendorf.
Zur Gemarkung Papstdorf gehören etwas abseits gelegen auch der Weiler Koppelsdorf im Norden nahe Kleinhennersdorf und das aus dem einstigen Zentralen Pionierlager „Klement Gottwald“ hervorgegangene Kinder- und Jugenddorf Erna im Südosten nahe Kleingießhübel. Die wichtigste Straße auf Papstdorfer Flur ist die Alte Hauptstraße, die den Ortskern erschließt und ihn mit Gohrisch und Kleinhennersdorf verbindet. Papstdorf ist an das Busnetz des Regionalverkehrs Sächsische Schweiz-Osterzgebirge (RVSOE) angeschlossen.

## Geschichte
Urkundliche Erwähnung findet Papstdorf im Jahr 1371 als Bogansdorff. Dies gab Anlass zu Vermutungen, es könnte sich, anders als bei den umliegenden Orten, nicht um eine mittelalterliche deutsche Siedlung, sondern eine deutlich ältere slawische Siedlung handeln. Da es allerdings keine Belege dafür gibt, folgerte Ernst Schwarz 1953, dass es sich um eine deutsche Ortsgründung mit slawischem Lokator gehandelt haben könnte. In den Jahrzehnten und Jahrhunderten nach der Ersterwähnung wandelte sich der Name unter anderem über Bogenstorff (1388), Bakensdorff (1414), Bogisdorff (1456), Babstorff, Bobstdorff (1548) zu Papstdorf (1662), wobei sich auch danach noch Abwandlungen von der heutigen Schreibweise finden lassen. Der Ort ist vermutlich deutlich älter, da die Urkunde aus dem Jahr 1371 von einem Priester spricht, was darauf hindeutet, dass zu dieser Zeit bereits eine Kirche bestanden hat. Um diese unterhalten zu können, war in der Regel eine Mindestanzahl von abgabenpflichtigen Bauerngehöften notwendig.
An Stelle der vorherigen Kirche auf einer Anhöhe nördlich des Dorfes kam es in den Jahren 1786/1787 zum Neubau der heutigen Papstdorfer Kirche. Ihre Kirchenglocken aus der Dresdner Gießerei Weinholdt entstammten den Jahren 1711 (Michael Weinholdt), 1733 (Johann Gottfried Weinholdt) und 1787 (August Sigismund Weinholdt). Im Jahr 1845 erhielt die Kirche eine Orgel von Wilhelm Leberecht Herbrig.
Verwaltungsmäßig unterstanden Papstdorf und das bereits früh mit diesem vereinigte Koppelsdorf im 15. Jahrhundert der Pflege Königstein, später dem Amt Pirna. Infolge der Verwaltungsreform in den 1850er Jahren kam es zum neugebildeten Gerichtsamt Königstein. Bei der Trennung von Verwaltung und Justiz gehörte es gut 20 Jahre später zum Gerichtssprengel des Amtsgerichts Königstein in der Amtshauptmannschaft Pirna.
Zu DDR-Zeiten, Papstdorf lag inzwischen im Kreis Pirna, wurde am Ortsrand ein Zentrales Pionierlager unter Trägerschaft des VEB Kunstseidenwerk „Siegfried Rädel“ Pirna mit einer Kapazität von etwa 1000 Plätzen aufgebaut.
Zum 1. April 1974 wurde die Nachbargemeinde Kleinhennersdorf in die Gemeinde Papstdorf eingegliedert. Im Zuge der Wende erfolgte zum 1. Juli 1990 eine Wiederausgliederung dieses Ortes. Zum 1. März 1994 schlossen sich die Gemeinden Cunnersdorf b. Königstein, Kleinhennersdorf und Papstdorf der Gemeinde Gohrisch an. Im gleichen Jahr erfolgte eine Kreisreform, bei der der bisherige Landkreis Pirna im Landkreis Sächsische Schweiz und jener 14 Jahre später im nochmals vergrößerten Landkreis Sächsische Schweiz-Osterzgebirge aufgingen.
In den Jahren 1997 bis 1999 hatten Dessauer und Leipziger Bergfreunde des Deutschen Alpenvereins die Dessauer Hütte auf 288 m in Papstdorf ausgebaut. Sie wird seitdem ganzjährig als Selbstversorgerhütte betrieben und bietet Matratzenlager mit Platz für 30 Schlafplätze.
Papstdorf war bis 2018 staatlich anerkannter Erholungsort.

## Galerie

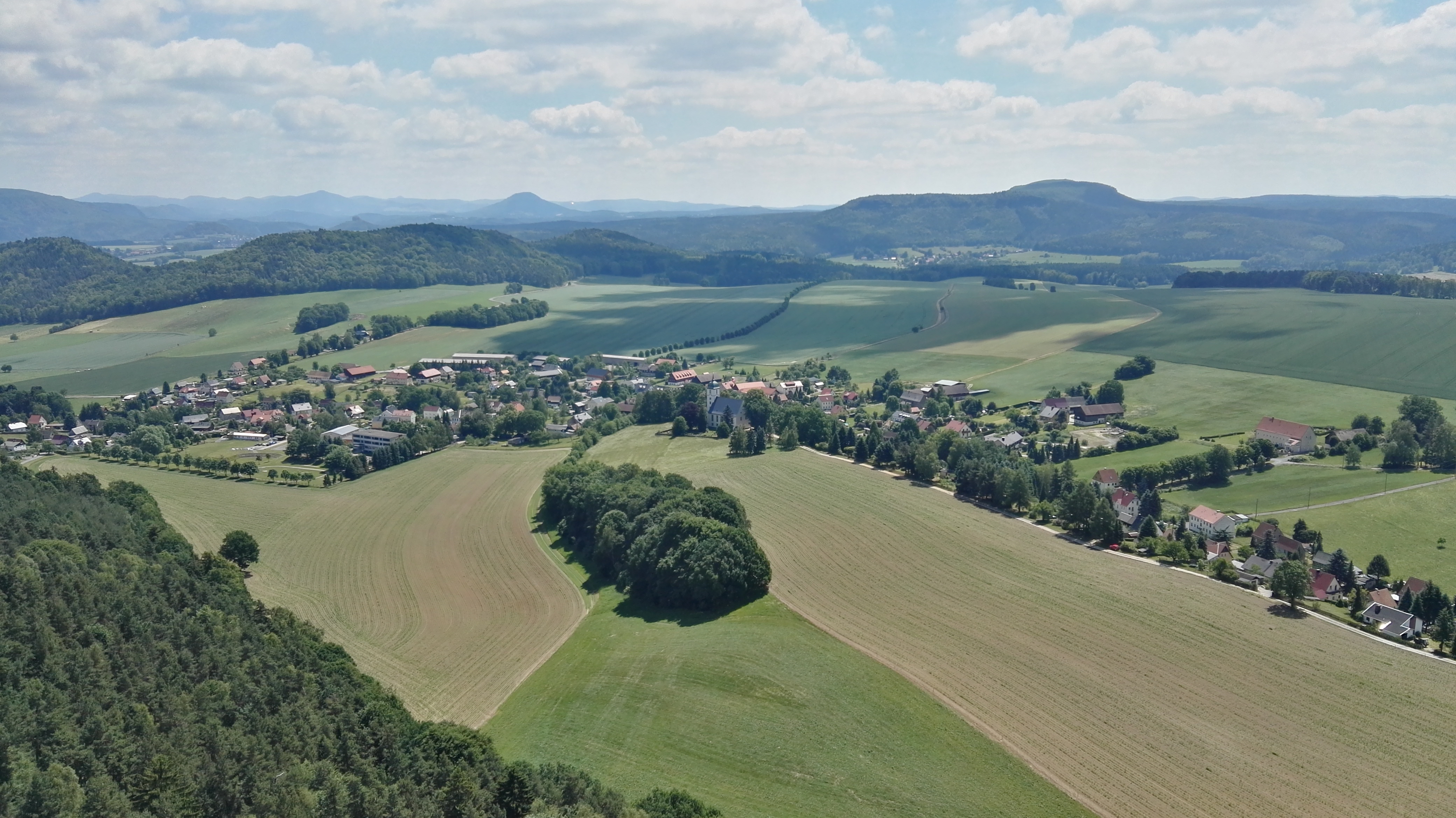
Blick vom Papststein über Papstdorf
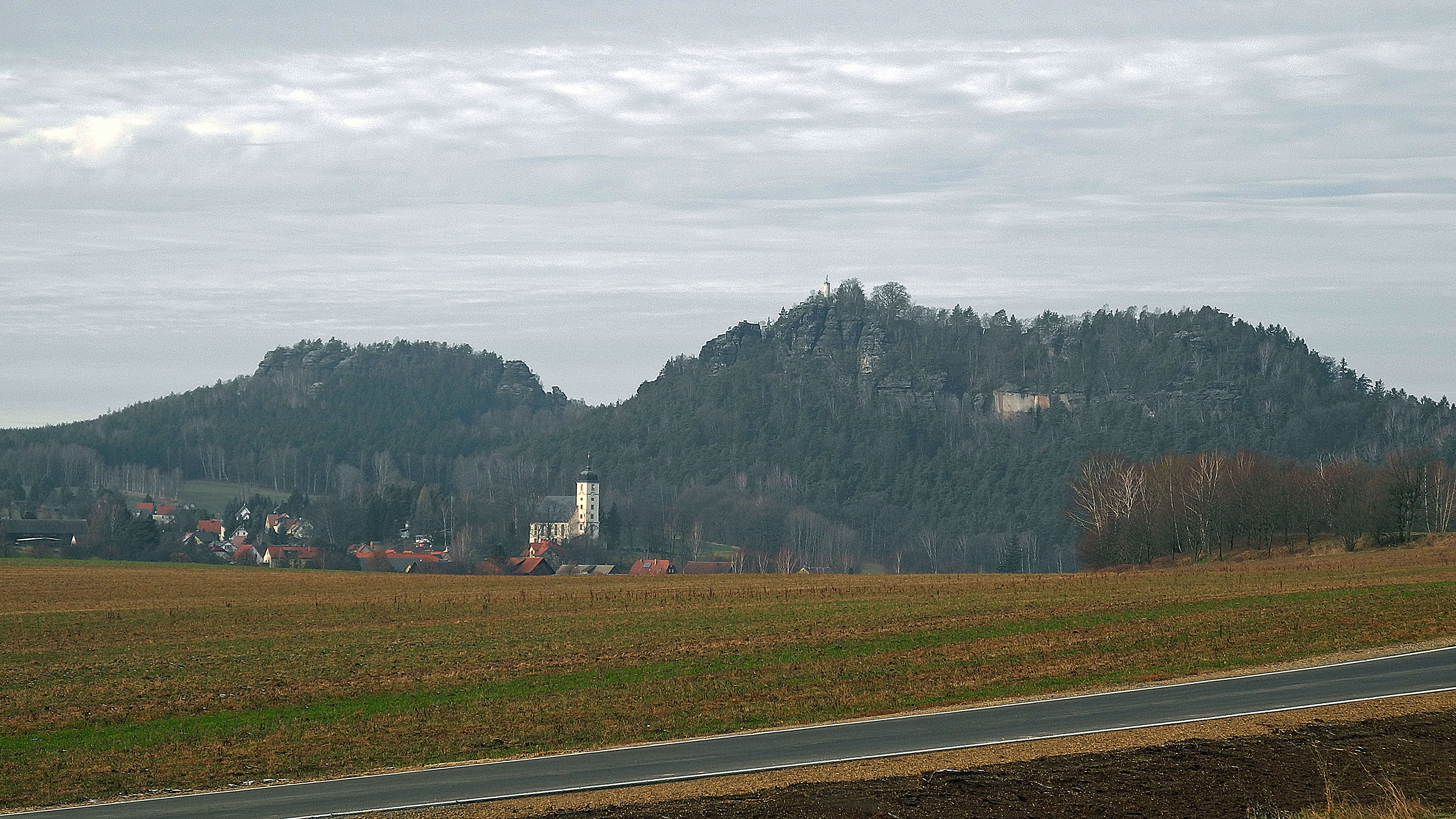
Blick von Südosten auf Papstdorf mit dem Gohrisch und dem Papststein im Hintergrund
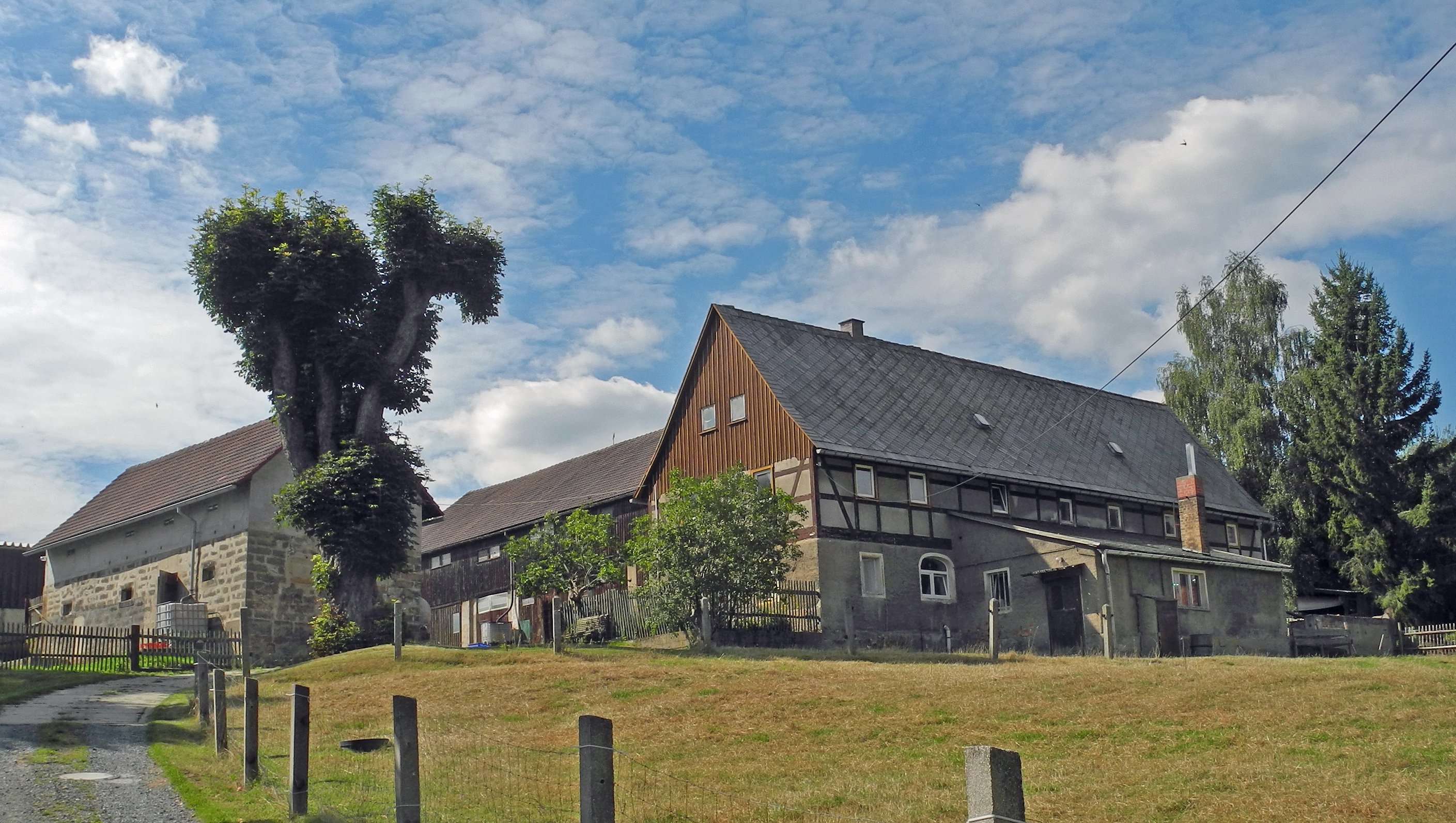
Typisches bäuerliches Anwesen in Papstdorf
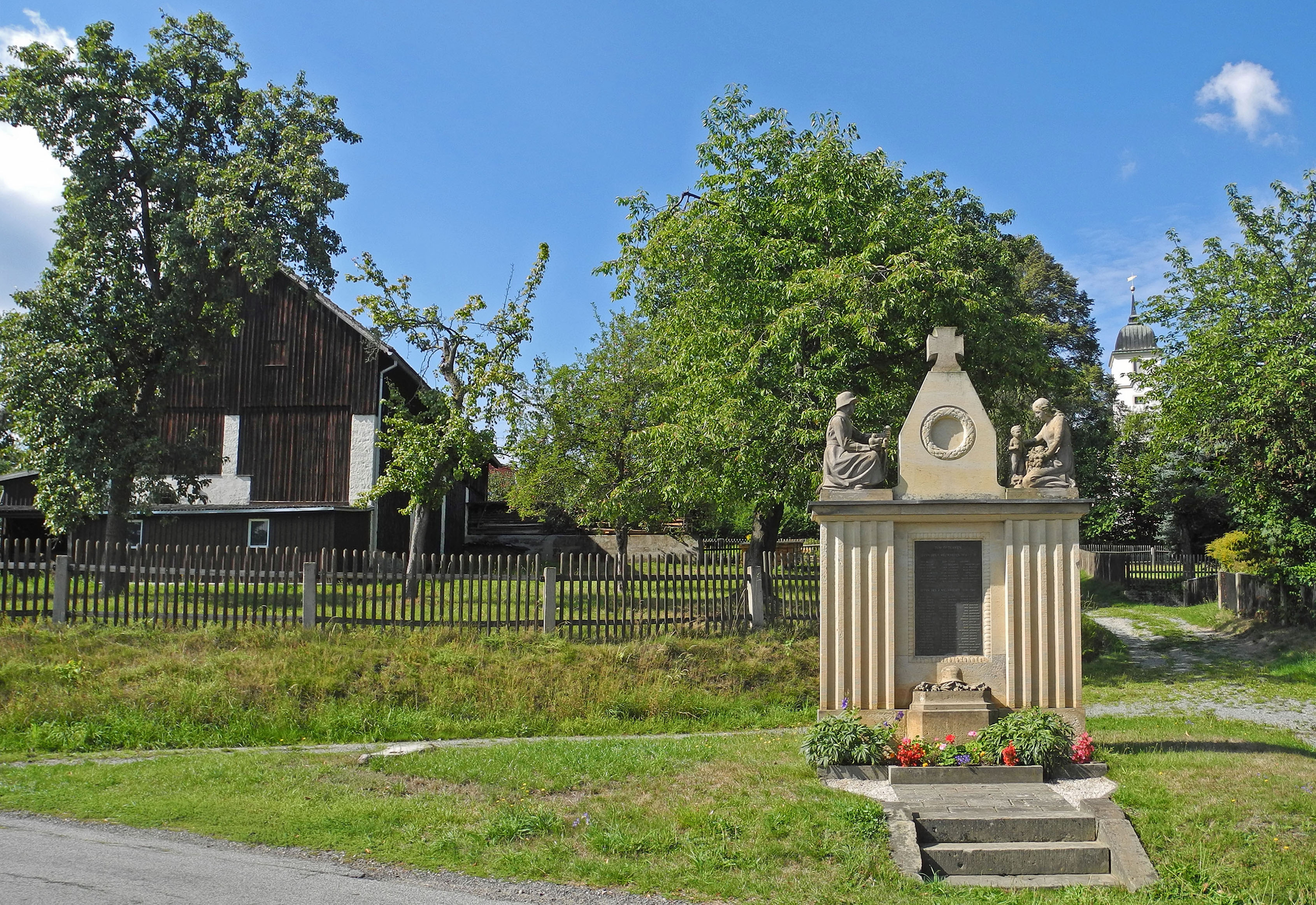
Weltkriegsdenkmal
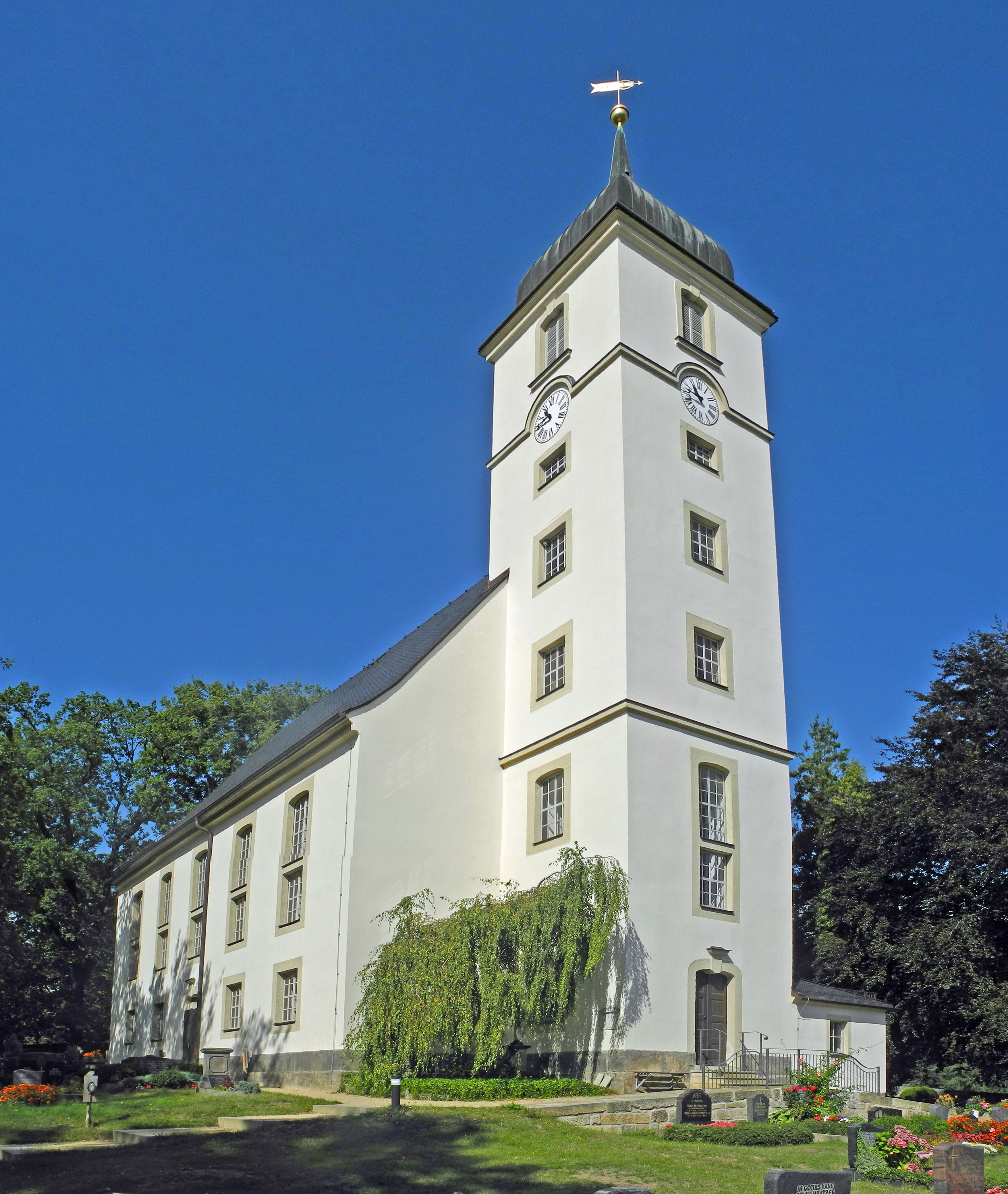
Dorfkirche
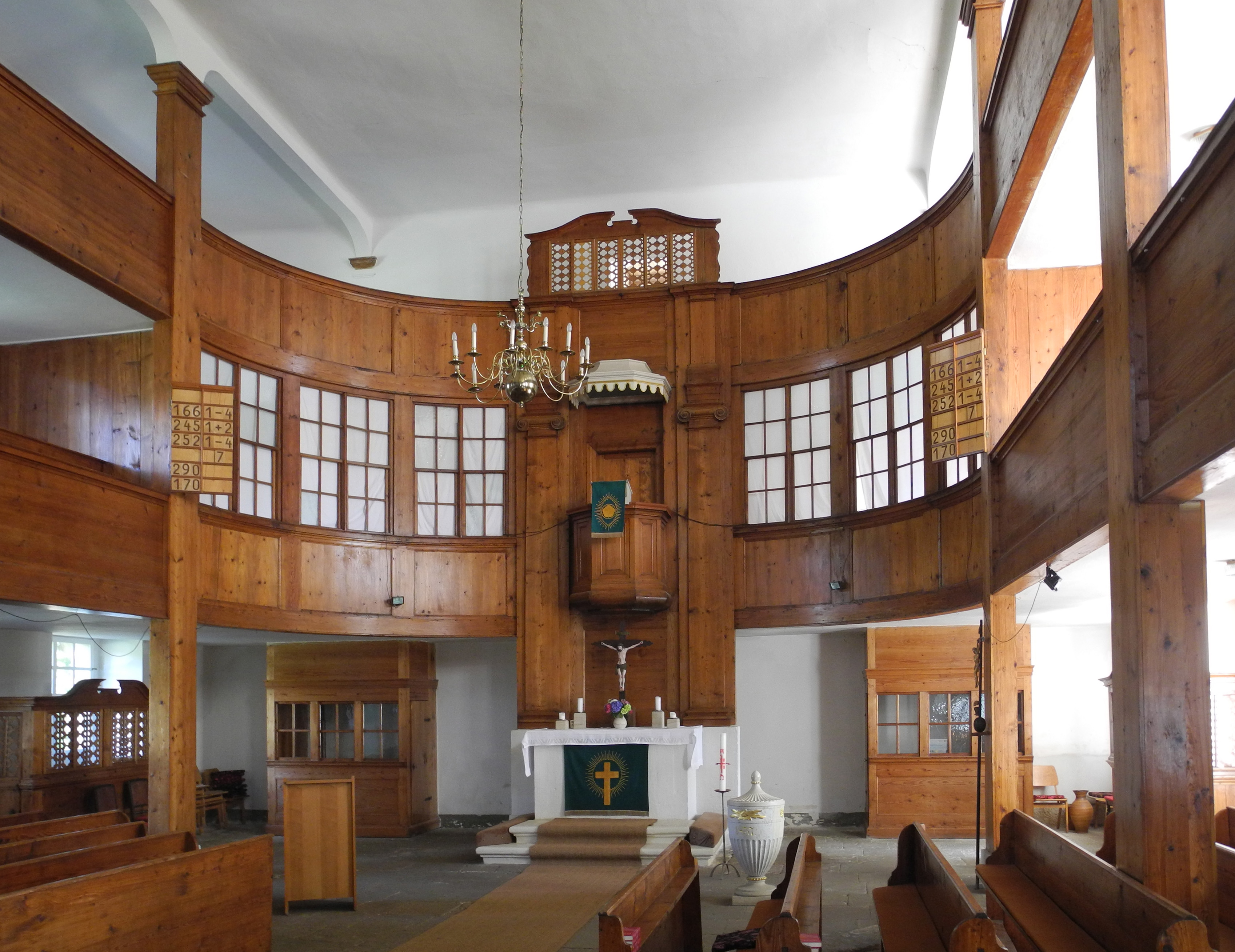
Dorfkirche, Blick zum Altar